# Lega professionistica degli Emirati Arabi Uniti 2024-2025
La Lega professionistica degli Emirati Arabi Uniti 2024-2025, anche nota come UAE Pro League 2024-2025, è stata la 50ª edizione della massima competizione nazionale per club degli Emirati Arabi Uniti, la diciassettesima dall'introduzione del calcio professionistico negli Emirati. Il campionato è iniziato il 23 agosto 2024 ed è terminato il 25 maggio 2025.La squadra campione in carica era l'Al-Wasl.
La competizione è stata vinta dallo Shabab Al-Ahli, al suo nono titolo nazionale.

## Stagione

### Novità
Dalla scorsa stagione sono retrocessi l'Hatta Club e l'Emirates, entrambi hanno passato solo una stagione nella divisione di vertice. Al loro posto, dalla Prima Divisione sono stati promossi il Dibba Al Hisn, che per torna nella massima divisione a diciannove anni di distanza dall'ultima volta nella stagione 2005-2006, e l'Al-Uruba che ritorna dopo due stagioni di assenza.

### Formula
Le 14 squadre partecipanti giocano un girone all'italiana con partite di andata e ritorno, per un totale di 26 giornate. Al termine del campionato, la prima classificata è campione degli Emirati Arabi Uniti e si qualifica per la fase a campionato della AFC Champions League Elite 2025-2026, la seconda classificata si qualifica per i preliminari della AFC Champions League Elite 2025-2026; la terza classificata, in base ai risultati della Coppa del Presidente 2024-2025, si qualifica per la fase a gironi della  AFC Champions League Two 2025-2026. Le ultime due classificate sono invece retrocesse in Prima Divisione.

## Squadre partecipanti
| Club           | Città       | Stadio                              |
| -------------- | ----------- | ----------------------------------- |
| Ajman          | Ajman       | Stadio Ajman                        |
| Shabab Al-Ahli | Dubai       | Stadio Al-Rashid                    |
| Al-Ain         | al-'Ayn     | Stadio Hazza bin Zayed              |
| Al-Bataeh      | Al Bataeh   | Stadio Al-Bataeh                    |
| Al-Jazira      | Abu Dhabi   | Stadio Mohammed bin Zayed           |
| Khor Fakkan    | Khor Fakkan | Stadio Saqr bin Mohammad al Qassimi |
| Al-Nasr        | Dubai       | Stadio Al-Maktum                    |
| Al-Wahda       | Abu Dhabi   | Stadio Al-Nahyan                    |
| Al-Wasl        | Dubai       | Stadio Zabeel                       |
| Baniyas        | Abu Dhabi   | Stadio Baniyas                      |
| Dibba Al Hisn  | Dibā        | Dibba Al-Hisn Stadium               |
| Al-Uruba       | Fujaira     | Al Sharqi                           |
| Ittihad Kalba  | Kalba       | Stadio Ittihad Kalba                |
| Sharjah        | Sharjah     | Stadio Sharjah                      |

## Personalità e sponsor
| Squadra        | Allenatore       | Capitano           | Sponsor Tecnico | Main Sponsor             |
| -------------- | ---------------- | ------------------ | --------------- | ------------------------ |
| Ajman          | Goran Tufegdžić  | Saoud Saeed        | Adidas          | Ajman Bank               |
| Al-Ain         | Leonardo Jardim  | Bandar Al-Ahbabi   | Nike            | First Abu Dhabi Bank     |
| Al-Bataeh      | Mirel Rădoi      | Mohamed Ahmed      | Nike            | Majid Al Futtaim Group   |
| Al-Jazira      | Hussein Ammouta  | Ali Khasif         | Zat Outfit      | Healthpoint              |
| Al-Nasr        | Alfred Schreuder | Ahmed Shambih      | Adidas          | Emirates Islamic         |
| Al-Wahda       | Ronny Deila      |                    | Adidas          | Volkswagen               |
| Al-Nasr        | Miloš Milojević  | Ali Salmeen        | Macron          | Dubai Real Estate Centre |
| Baniyas        | João Pedro Sousa | Fawaz Awana        | Macron          | ADIB                     |
| Dibba Al Hisn  | Caio Zanardi     | Khalid Al-Riyami   | Besteam         |                          |
| Al-Uruba       | Bruno Pereira    | Mohanad Khamis     | Uhlsport        |                          |
| Ittihad Kalba  | Vuk Rašović      | Abdusalam Mohammed | Adidas          | Caltex                   |
| Khor Fakkan    | Daniel Isăilă    | Masoud Sulaiman    | Macron          | ADNOC                    |
| Shabab Al-Ahli | Paulo Sousa      | Majed Nasser       | Nike            | Mai Dubai                |
| Sharjah        | Cosmin Olăroiu   | Shahin Abdulrahman | Adidas          | SAIF Zone                |

## Giocatori Stranieri
Le squadre possono ingaggiare un numero illimitato di giocatori stranieri, ma possono registrare solo cinque giocatori stranieri professionisti nelle loro rose. I giocatori under-23 non vengono considerati come professionisti
- I nomi in grassetto indicano giocatori registrati durante la finestra del mercato di metà stagione.
- I nomi in corsivo indicano giocatori che hanno collezionato almeno una presenza durante la stagione ma che non fanno più parte della squadra

| Squadra        | Calciatori        | Calciatori       | Calciatori        | Calciatori        | Calciatori         | Calciatori | Calciatori                                                       | Calciatori                                            |
| Squadra        | 1°                | 2°               | 3°                | 4°                | 5°                 | U23 | Riserve                                                          | Ex giocatori                                          |
| -------------- | ----------------- | ---------------- | ----------------- | ----------------- | ------------------ | --- | ---------------------------------------------------------------- | ----------------------------------------------------- |
| Ajman          | Miloš Kosanović   | Anas Mtitache    | Walid Azarou      | Junior Flemmings  | Ali Madan          | Rocky Marciano Aleksandar Vasiljević Mohamed Souboul Fradj Ben Njima Victor Henrique                                        |                                                                  | Haykeul Chikhaoui Abdelhamid Sabiri Ayman El Hassouni |
| Al-Ain         | Kodjo Fo-Doh Laba | Park Yong-woo    | Soufiane Rahimi   | Kaku              | Felipe Salomoni    | Abdoul Karim Traoré Mateo Sanabria Matías Segovia Dramane Koumare Rilwanu Sarki Josna Loulendo                              | Sékou Gassama                                                    |                                                       |
| Al-Bataeh      | Paulinho          | Anatole Abang    | Azizjon Ganiev    | Diney             | Ulrich Meleke      | Ivan Šaranić Ivonei Alvaro Neto Weberty Nicolas Clemente Nahuel Melgarejo                                                   | Abdalla Al Refaey Rafael Pereira                                 |                                                       |
| Al-Jazira      | Mohamed Elneny    | Neeskens Kebano  | Karim Rekik       | Nabil Fekir       | Mohammed Rabii     | Hermann Behiratche Vitor Vargas Nikola Vukić Carlos Ocoró Samir Sanchez Chahine van Bohemen Ravil Tagir                     | Ramón Miérez                                                     |                                                       |
| Al-Nasr        | Samir Memišević   | Othman Boussaid  | Manolo Gabbiadini | Leroy Fer         | Marouan Azarkan    | Juninho Stefan Pjanovic Emmanuel Silva Abdoulaye Touré Moussa N'Diaye Evans Ampofo                                          | Iuri Medeiros Gustavo Alemão Haris Seferovic                     | Adel Taarabt                                          |
| Al-Uruba       | Bubacarr Trawally | Khalid Al-Jabri  | Paulo Ricardo     | Victor Nwaneri    | Diogo Capitão      | David Nyengue Sinisa Jolacic Damilare Salaudeen Yusuf Olatunji                                                              | Erick Araujo Gabriel Melo                                        | Mohammad Reza Azadi Appolinaire Kack                  |
| Al-Wahda       | Omar Kharbin      | Facundo Kruspzky | Ahmad Nourollahi  | Kevin Agudelo     | Xojimat Erkinov    | Ahmed Jawar Gianluca Muniz Favour Ogbu Oumarou Diadje Rúben Amaral Bernardo Folha Leonel Wamba                              |                                                                  | Philip Otele                                          |
| Al-Wasl        | Gerónimo Poblete  | Srđan Mijailović | Alexis Pérez      | Soufiane Bouftini | Takashi Uchino     | Daniel Pedrozo Siaka Sidibe Malek Janeer Adama Diallo Oussama Amar Jean N'Guessan                                           | Rodrigo Oliveira                                                 | Haris Seferovic                                       |
| Baniyas        | Youssouf Niakaté  | Andrei Burcă     | Juan Bauza        | Joao Victor       | Lazar Marković     | Saile Isaac Tshibangu Aboubacar Cisse Umar Ali Adham Khalid Johan Bångsbo                                                   |                                                                  |                                                       |
| Dibba Al Hisn  | Haythem Jouini    | Oussama Haddadi  | João Pedro        | Witi              | Ibrahima Cissé     | João Vitor Guilherme Matos Mohamed Rarrhour Nikša Vujanović Dominic Nsobila Ideba Elemiike Abdullah Khamis Gianluca Santini | Caíque Jeferson Douglas Marcos Souza Rafa Pereira Boling Dembélé | Danielzinho                                           |
| Ittihad Kalba  | Daniel Bessa      | Filip Kiss       | Mehdi Ghayedi     | Gabriel Santini   | Shahriar Moghanlou | Michel Caio Eduardo Zackariah Mohammed Nemanja Jović                                                                        |                                                                  |                                                       |
| Khor Fakkan    | Lourency          | Jonathan Viera   | Mattheus Oliveira | Kwon Kyung-won    | Brian Ramírez      | Pedro Pavlov Oussama Noureddine Ayman Rchoq Benjamin Ayim Jocelyn Doumbia Cheickna Doumbia                                  |                                                                  |                                                       |
| Shabab Al-Ahli | Sardar Azmoun     | Moanes Dabour    | Bogdan Planić     | Luka Milivojević  | Saeid Ezatolahi    | Breno Cascardo Renan Mateusão Kauan Santos Kayque Campos Gustavo Oliveira Rikelme Oumar Keita                               | Gastón Álvarez Suárez Iago Santos                                |                                                       |
| Sharjah        | Mohamed Ben Larbi | Paco Alcácer     | Cho Yu-min        | Guilherme Biro    | Darko Nejašmić     | Maro Katinic David Petrovic Alison Matheus David Gondim                                                                     | Adel Taarabt                                                     |                                                       |

## Classifica
|                                | Pos. | Squadra        | Pt | G  | V  | N | P  | GF | GS | DR  |
| ------------------------------ | ---- | -------------- | -- | -- | -- | - | -- | -- | -- | --- |
| Emirati Arabi Uniti (bandiera) | 1.   | Shabab Al-Ahli | 63 | 26 | 19 | 6 | 1  | 57 | 22 | +35 |
|                                | 2.   | Sharjah        | 51 | 26 | 16 | 3 | 7  | 44 | 22 | +22 |
|                                | 3.   | Al-Wahda       | 48 | 26 | 13 | 9 | 4  | 51 | 32 | +19 |
|                                | 4.   | Al-Wasl        | 46 | 26 | 13 | 7 | 6  | 51 | 35 | +16 |
|                                | 5.   | Al-Ain         | 44 | 26 | 12 | 8 | 6  | 56 | 32 | +24 |
|                                | 6.   | Al-Nasr        | 38 | 26 | 11 | 5 | 10 | 45 | 45 | 0   |
|                                | 7.   | Al-Jazira      | 37 | 26 | 10 | 7 | 9  | 45 | 40 | +5  |
|                                | 8.   | Khor Fakkan    | 33 | 26 | 9  | 6 | 11 | 41 | 52 | -11 |
|                                | 9.   | Ittihad Kalba  | 32 | 26 | 8  | 8 | 10 | 39 | 38 | +1  |
|                                | 10.  | Ajman          | 31 | 26 | 9  | 4 | 13 | 40 | 46 | -6  |
|                                | 11.  | Al-Bataeh      | 27 | 26 | 7  | 6 | 13 | 30 | 45 | -15 |
|                                | 12.  | Baniyas        | 27 | 26 | 7  | 6 | 13 | 30 | 53 | -23 |
|                                | 13.  | Dibba Al Hisn  | 16 | 26 | 4  | 4 | 18 | 29 | 56 | -27 |
|                                | 14.  | Al-Uruba       | 13 | 26 | 4  | 1 | 21 | 24 | 64 | -40 |

Legenda:
      Campione degli Emirati Arabi Uniti e ammessa alla AFC Champions League Elite 2025-2026.
      Qualificata alla fase a gironi della AFC Champions League Elite 2025-2026.
      Qualificata alla fase a gironi della AFC Champions League Two 2025-2026.
      Retrocesse in Prima Divisione UAE 2025-2026.
Note:
Tre punti a vittoria, uno a pareggio, zero a sconfitta.
Fonte: UPLeague

## Risultati
|                | AJM | AIN | BTH | JAZ | NAS | URO | WAH | WAS | YAS | DAH | KAL | KHF | SAD | SHR |
| -------------- | --- | --- | --- | --- | --- | --- | --- | --- | --- | --- | --- | --- | --- | --- |
| Ajman          |     | 4–2 | 2–1 | 1–1 | 2–1 | 2–3 | 4–3 | 0–0 | 2–3 | 5–1 | 2–3 | 4–1 | 1–2 | 0–1 |
| Al-Ain         | 0–0 |     | 2–1 | 1–1 | 4–1 | 3–0 | 1–2 | 4–2 | 4–0 | 1–1 | 3–1 | 5–1 | 0–1 | 0–0 |
| Al-Bataeh      | 1–1 | 3–3 |     | 0–3 | 3–4 | 1–0 | 1–3 | 1–3 | 1–0 | 2–2 | 0–0 | 1–3 | 1–3 | 0–2 |
| Al-Jazira      | 4–0 | 1–3 | 2–0 |     | 3–1 | 2–0 | 0–0 | 0–5 | 0–1 | 1–0 | 1–2 | 4–2 | 1–2 | 1–1 |
| Al-Nasr        | 3–1 | 0–2 | 0–1 | 2–3 |     | 2–1 | 0–0 | 0–1 | 4–1 | 3–2 | 3–2 | 3–1 | 1–1 | 2–1 |
| Al-Uruba       | 0–2 | 2–4 | 1–3 | 4–5 | 1–5 |     | 1–1 | 1–2 | 1–0 | 1–2 | 2–1 | 1–2 | 1–4 | 0–1 |
| Al-Wahda       | 1–0 | 2–1 | 0–2 | 2–2 | 2–2 | 3–0 |     | 2–2 | 2–2 | 4–2 | 3–1 | 3–1 | 2–2 | 3–0 |
| Al-Wasl        | 2–0 | 1–0 | 3–1 | 2–2 | 3–1 | 6–0 | 2–2 |     | 3–1 | 1–0 | 2–2 | 3–4 | 2–1 | 0–1 |
| Baniyas        | 3–1 | 0–3 | 1–1 | 2–0 | 0–0 | 0–1 | 0–3 | 0–0 |     | 2–4 | 2–2 | 3–3 | 1–5 | 1–4 |
| Dibba Al Hisn  | 0–1 | 3–2 | 1–2 | 1–6 | 0–1 | 1–2 | 0–2 | 2–3 | 1–0 |     | 2–2 | 0–1 | 0–3 | 1–4 |
| Ittihad Kalba  | 3–2 | 3–3 | 3–0 | 1–1 | 2–3 | 3–0 | 0–1 | 2–2 | 0–1 | 2–1 |     | 0–1 | 1–2 | 2–1 |
| Khor Fakkan    | 0–2 | 2–2 | 1–1 | 1–0 | 3–3 | 3–0 | 0–1 | 2–1 | 5–2 | 1–1 | 0–2 |     | 1–1 | 2–4 |
| Shabab Al-Ahli | 3–1 | 0–0 | 2–1 | 2–1 | 2–0 | 2–0 | 5–4 | 3–0 | 2–0 | 3–2 | 0–0 | 4–0 |     | 2–1 |
| Sharjah        | 4–0 | 0–3 | 0–1 | 4–0 | 3–0 | 2–1 | 2–0 | 4–1 | 1–2 | 1–0 | 1–0 | 1–0 | 0–0 |     |

## Statistiche

### Classifica marcatori
Fonte
| Gol |  |  | Giocatore        | Squadra        |
| --- |  |  | ---------------- | -------------- |
| 20  |  |  | Kodjo Laba       | Al-Ain         |
| 16  |  |  | Omar Kharbin     | Al-Wahda       |
| 15  |  |  | Mehdi Ghayedi    | Ittihad Kalba  |
| 13  |  |  | Youssouf Niakaté | Baniyas        |
| 12  |  |  | Caio Lucas       | Sharjah        |
| 11  |  |  | Soufiane Rahimi  | Al-Ain         |
| 11  |  |  | Sardar Azmoun    | Shabab Al-Ahli |
| 10  |  |  | Ali Mabkhout     | Al-Nasr        |
| 10  |  |  | Fábio Lima       | Al-Wasl        |
| 10  |  |  | Anatole Abang    | Al-Bataeh      |

### Classifica assist
Fonte
| Assist | Giocatore         | Squadra        |
| ------ | ----------------- | -------------- |
| 10     | Kaku              | Al-Ain         |
| 8      | Mohamed Ben Larbi | Sharjah        |
| 8      | Mehdi Ghayedi     | Ittihad Kalba  |
| 7      | Federico Cartabia | Shabab Al-Ahli |
| 7      | Lithierry         | Ajman          |
| 7      | Bandar Al-Ahbabi  | Al-Ain         |
| 7      | Walid Azarou      | Ajman          |
| 7      | Ali Saleh         | Al-Wasl        |
| 6      | Ahmad Nourollahi  | Al-Wahda       |
| 6      | Arnaud Lusamba    | Baniyas        |